# Lanans
Lanans é uma comuna francesa na região administrativa de Borgonha-Franco-Condado, no departamento de Doubs. Estende-se por uma área de 10,05 km². Em 2010 a comuna tinha 172 habitantes (densidade: 17,1 hab./km²).